# Martin Rietveld
Martin Rietveld (ur. 28 kwietnia 1953 w Rotterdamie) – holenderski kolarz torowy i szosowy, brązowy medalista torowych mistrzostw świata.

## Kariera
Największy sukces w karierze Martin Rietveld osiągnął w 1978 roku, kiedy zdobył brązowy medal w wyścigu ze startu zatrzymanego amatorów podczas mistrzostw świata w Monachium. W zawodach tych wyprzedzili go jedynie Rainer Podlesch z RFN oraz inny reprezentant Holandii - Mattheus Pronk. Czterokrotnie zdobywał medale torowych mistrzostw kraju, ale nigdy nie zwyciężył. Startował także w wyścigach szosowych, zajmując między innymi trzecie miejsce w klasyfikacji generalnej Ronde van Drenthe w 1976 roku. Nigdy nie wystąpił na igrzyskach olimpijskich.